# Echoes (Соколиный глаз)
«Echoes» (с англ. — «Эха») — третий эпизод американского телесериала «Соколиный глаз», основанного на персонажах Marvel Comics Клинте Бартоне и Кейт Бишоп. В данном эпизоде Клинт Бартон и Кейт Бишоп впервые сталкиваются с главой Мафии в трениках Майей Лопес и разбираются с прошлым Клинта. Действие эпизода происходит в медиафраншизе «Кинематографическая вселенная Marvel» (КВМ), и он напрямую связан с фильмами медиафраншизы. Сценарий написали Катрина Мэтьюсон и Таннер Бин, а режиссёром выступил дуэт Берт & Берти.
Джереми Реннер и Хейли Стайнфелд вновь исполняют соответствующие роли Клинта Бартона и Кейт Бишоп, главные роли также исполняют Вера Фармига, Тони Далтон, Фра Фи, Алекс Паунович, Пётр Адамчик, Линда Карделлини, а также Алаква Кокс в роли Майи Лопес / Эхо. Золотистый ретривер Джолт исполняет роль Лаки, Пицца-пса.
Эпизод «Echoes» вышел на Disney+ 1 декабря 2021 года.

## Сюжет
В 2007 году глухонемая девочка Майя Лопес учится в школе и обучается карате. Она очень любит своего отца Уильяма Лопеса и разговаривает с ним о драконах. В настоящем Майя вспоминает, как во время Скачка Уильяма и его банду, принадлежащую к Мафии в трениках, убивает Ронин. Майя подбегает к своему отцу, и он умирает у неё на руках. Тем временем Мафия в трениках допрашивает Клинта Бартона и Кейт Бишоп насчёт Ронина. К ним приходит Майя, и Клинт заверяет её, что Кейт не может быть Ронином, так как слишком юна. Однако Майя бросается на неё, но её успокаивает Кази. Клинт освобождается и убегает. Мафия в трениках преследуют его, в результате чего он сталкивается с Майей. В процессе боя Майя давит каблуком слуховой аппарат Клинта. Тот находит свой лук и с помощью стрелы освобождает Кейт. На улице он угоняют машину, и герои отрываются от преследования. Кейт обстреливает бандитов разными видами стрел. На мосту Клинт использует стрелу с частицами Пима, чтобы увеличить стрелу Кейт. Та вонзается в мост, уничтожая машины Мафии в трениках. После этого герои прыгают с моста на вагон метро и отправляются домой.
Дома Клинту звонит сын, но поскольку Бартон не слышит без слухового аппарата, Кейт пишет реплики Натаниэля на бумаге. Майя тем временем спорит с Кази о преследовании Клинта и Кейт. Герои обращаются к доктору, которая чинит слуховой аппарат Клинта. Затем они отправляются в кафе, где Бишоп показывает Бартону набросок нового фиолетового костюма для него. Он отказывается носить подобное, так как должен быть скрытен, и отшучивается, что если он наденет такой костюм, его жена с ним разведётся. Также Клинт говорит, что не является примером для подражания, но Кейт считает иначе. Далее она предлагает пойти в пентхаус её матери Элеонор, чтобы через её рабочий аккаунт узнать информацию о Мафии в трениках и Джеке Дюкейне в базе данных Bishop Security. Клинт выходит из заведения, а Кейт называет собаку «Пицца-псом». В квартире Элеонор Кейт успевает узнать, что Кази работает на фирму Sloan Limited, но при попытке пробить Джека аккаунт блокируется. Бартон начинает осматриваться и натыкается на Джека Дюкейна, угрожающего ему мечом Ронина.

## Отзывы
На сайте-агрегаторе рецензий «Rotten Tomatoes» эпизод имеет рейтинг 100 % с оценкой 8 из 10 на основе 9 отзывов.
Мэтт Пёрслоу из IGN поставил эпизоду оценку 8 из 10 и отметил хорошую «химию» между Клинтом и Кейт. Рецензент посчитал, что «Майя добавляет немного яркого гнева в глупую Мафию в трениках, делая их более реальной угрозой». Критика также заинтриговало, кто тот таинственный «дядя», который на самом деле является лидером банды, ведь эпизод показывает, что Майя им не является.
Каролин Сайд из The A.V. Club поставила эпизоду оценку «B+» и похвалила «великолепные вступительные сцены с Дарнелл Бесоу в роли юной Майи и с Заном Маккларноном в роли её требовательного, но любящего отца Уильяма». Кристен Говард из Den of Geek оценила серию в 4,5 из 5 звёзд и написала, что «это почти безупречный эпизод телевизионной части КВМ, в котором глубокие психологические проблемы и тёмное прошлое Клинта противопоставляются упрямому энтузиазму и доброте Кейт», также отметив введение Эхо. Росс Бонайм из Collider поставил эпизоду оценку «B+».